# 히베이라그란드시

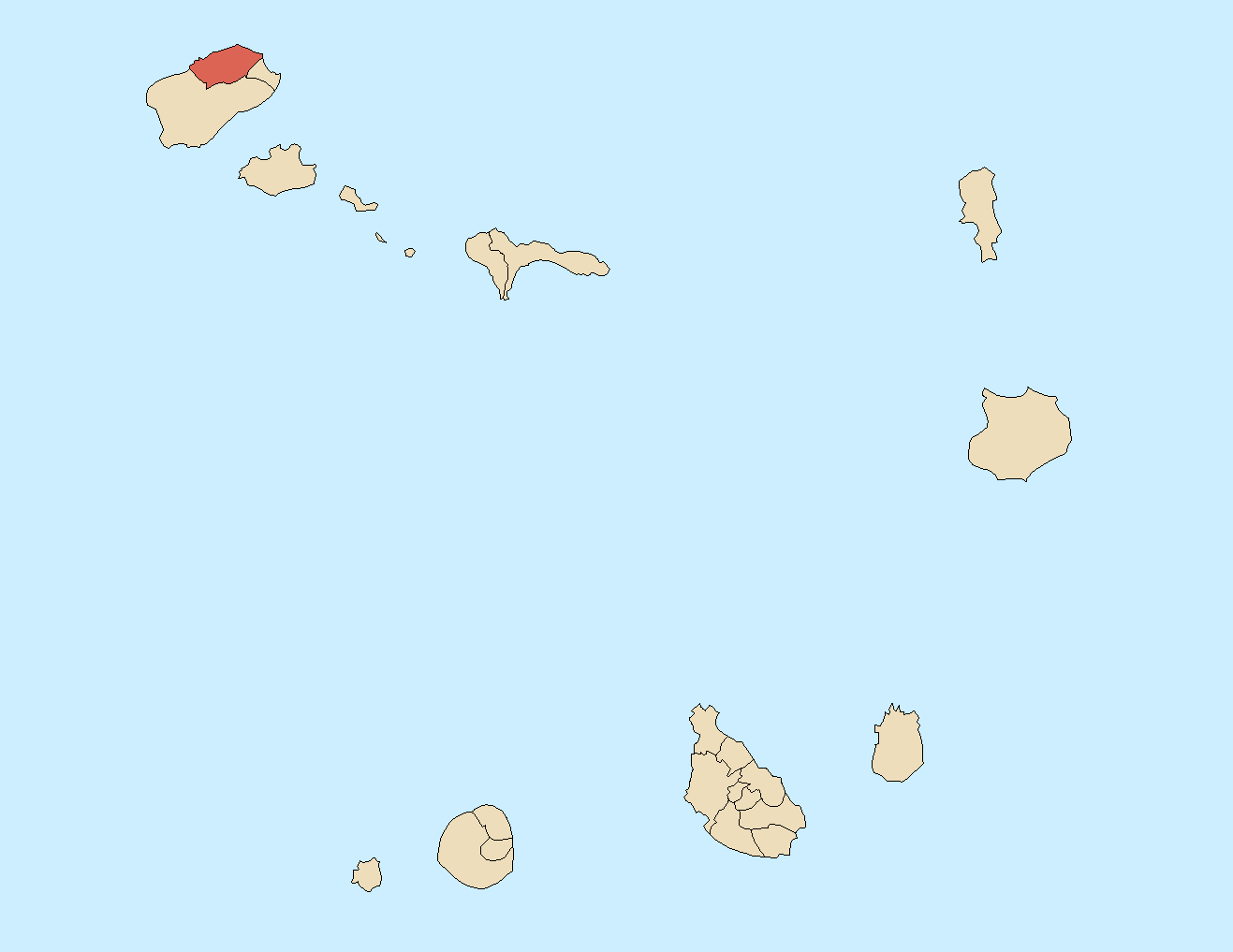
히베이라그란드시의 위치

히베이라그란드시(포르투갈어: Ribeira Grande)는 카보베르데를 구성하는 22개 지방 자치체 가운데 하나로 산투안탕섬 북부에 위치한다. 행정 중심지는 폰타두솔이며 면적은 166.5km2, 인구는 19,201명(2010년 기준)이다. 4개 교구(노사세뇨라두호자리우(Nossa Senhora do Rosário) 교구, 노사세뇨라두리브라멘투(Nossa Senhora do Livramento) 교구, 산투크루시피슈(Santo Crucifixo) 교구, 상페드루아포스톨루(São Pedro Apóstolo) 교구)를 관할한다.